# Tricholosporum laeteviolaceum

Tricholosporum laeteviolaceum es una especie de hongo de la familia Tricholomataceae. Encontrado en Sudáfrica fue descrito como nuevo para la ciencia en 1998.